# Кафана Липов лад
Кафана Липов лад била је позната београдска кафана, једна од малобројних старих кафана које су дуго одолевале модернизацији, све до свог затварања у марту 2025. године, након скоро једног века постојања. Отворена је 1928. године, а од 1972. пословала је у новом, наменски изграђеном објекту на истом месту. Налазила се у београдској општини Звездара, на углу Гвоздићеве улице и Булевара краља Александра (број 270).
По овој кафани Липов Лад се зове и цео кварт у коме се она налазила, као и једна од 17 звездарских месних заједница. Остала је забележена у филму Ко то тамо пева и песми Стари Липов лад ансамбла Свилен конац.

## Име
Име „Липов лад” (липов хлад) кафана је добила по липама које су некада расле у башти старе зграде кафане и стварале пријатну хладовину. Неке од ових старих липа и данас расту у башти, сада већ бившег, ресторана, доприносећи његовом амбијенту.

## Историја
Кафана „Липов лад” отворена је 1928. године и брзо је стекла углед и велики број гостију, привучених гурманлуцима и домаћом кухињом. Посебну афирмацију доживела је крајем педесетих и почетком шездесетих година прошлог века, када је постала омиљено састајалиште звездарских боема. У њој су се редовно окупљали познати уметници, глумци, песници и други виђенији Београђани. У овој кафани је владала присна и неусиљена атмосфера, јер су се временом скоро сви гости међусобно познавали. Била је позната и по породичним посетама, па је током лета у пространој башти ресторана било тешко наћи слободан сто. Пријатној и интимној атмосфери доприносили су и омиљени конобари, познати по својој услужности и дискрецији. Стара, приземна зграда кафане срушена је 1972. године, у склопу реконструкције и модернизације тог дела Булевара краља Александра. На истом месту сазидан је нови, већи и модернији објекат, али је задржао исту намену и исто име.
У периоду Социјалистичке Федеративне Републике Југославије, "Липов лад" је важио и за једну од београдских „партијских кафана” - место где су се неформално састајали локални политичари и друштвени функционери.
Почетком 2000-их година, кафана је прошла кроз тежак период и била је пред затварањем због проблема са приватизацијом угоститељског предузећа у чијем је саставу пословала. Упркос томе, успела је да опстане и настави са радом дуги низ година, све до марта 2025. када је објављено њено коначно затварање.

### Културолошки значај
Кафана "Липов лад" је оставила траг у популарној култури. Овековечена је у култном филму Ко то тамо пева (1980), у сцени када лик певача у покушају, кога тумачи Драган Николић, изражава бојазан да ће закаснити на аудицију за певача управо у "Липовом ладу", који описује као „најбољи ресторан у Београду”.
О рушењу старе кафане „Липов лад” и изградњи нове, ансамбл староградских песама Свилен конац је 1994. године објавио песму Стари „Липов лад”. Боемима ове кафане песник Драгојло Јовић посветио је песму Са липом су нестали боеми.

## Некадашња понуда и амбијент
Ресторан "Липов лад" је био познат по јелима националне и интернационалне кухиње, квалитетној храни и обилним порцијама. Ентеријер, иако модернизован након реконструкције 1972. године, задржао је елементе који су подсећали на традиционалне кафане, а посебно је била популарна пространа летња башта у хладовини липа. У понуди су били српски специјалитети, као и широк избор вина и домаћих ракија.

## Галерија
- Кафана на углу Булевара краља Александра и Гвоздићеве улице (пре затварања)
- Старе липе у башти ресторана (архивски снимак)
- Кафана „Липов лад” зими (архивски снимак)